# The Other Woman (2009)
The Other Woman ist ein US-amerikanisches Filmdrama aus dem Jahr 2009 von Regisseur Don Roos mit Natalie Portman und Lisa Kudrow in den Hauptrollen. Es basiert auf dem Roman Dem Himmel so fern (im Original Love and Other Impossible Pursuits) von Ayelet Waldman aus dem Jahr 2006.

## Handlung
Seit sie ihr Baby verloren hat, hadert Emilia mit sich und der Welt. Nach ihrem Jurastudium fand sie in einer New Yorker Kanzlei einen Job und ihren zukünftigen Ehemann Jack. Dieser war noch mit Carolyn verheiratet. Nach der Hochzeit von Emilia und Jack schien das Glück perfekt, als ihre Tochter Isabell zur Welt kam. Sie starb jedoch im Alter von drei Tagen.
Die Beziehung von Emilia zu ihrem altklugen Stiefsohn William ist schwierig und erst langsam nähern sich beide an. Williams Mutter versucht zudem, ihren Sohn von Emilia fernzuhalten. Zusätzlich ist die Beziehung von Emilia zu ihrem Vater sehr angespannt. Ihr Vater ist angesehener Richter und ist geschieden, nachdem er mehrfach Emilias Mutter betrogen hat. Emilia erzählt ihrem Mann, dass sie Gewissensbisse hat, weil sie ihre Tochter erstickt haben könnte.
Während eines Treffens im Central Park, bei dem betroffene Familien ihrer früh verstorbenen Kindern gemeinsam gedenken, eskaliert ein Gespräch mit ihrem Vater. Emilia trennt sich daraufhin von ihrem Mann und bricht den Kontakt zu ihrem Vater ab. Da erhält Emilia eine Einladung von Carolyn in ihre Praxis. Dort klärt Carolyn Emilia auf, dass der pathologische Befund keine Hinweise auf einen Erstickungstod enthält. Die kleine Isabell verstarb an plötzlichem Kindstod. Diese Nachricht rüttelt Emilia wach, so dass sie sich wieder dem Leben und ihrer Familie stellt. Der Film endet mit einem Gespräch mit William im Central Park über den Wert der Familie.

## Filmmusik
Für die musikalische Untermalung war John Swihart verantwortlich. Der Soundtrack umfasst die folgenden Titel.
| Titel                        | Autor                           | Künstler            |
| ---------------------------- | ------------------------------- | ------------------- |
| Sturm Von Kunststuffe        | Jay Weigel                      | Jay Weigel          |
| After You’re Gone            | Turner Layton und Henry Creamer | Jay Weigel          |
| No One to Love               | Stephen Foster                  | Jay Weigel          |
| Waiting for the Moon to Rise | Stuart Murdoch                  | Belle and Sebastian |
| Hometown Glory               | Adele                           | Adele               |
| You Are Goodbye              |                                 | Holly Conlan        |

## Kritiken
The Other Woman erhielt ein schlechtes Presseecho, was sich auch in den Auswertungen US-amerikanischer Aggregatoren widerspiegelt. So erfasst Rotten Tomatoes mehrheitlich kritische Besprechungen und ordnet den Film dementsprechend als „Gammelig“ ein. Laut Metacritic fallen die Bewertungen im Mittel „Grundsätzlich Ablehnend“ aus.

„Der ursprüngliche Titel des Films lautete ‚Love and Other Impossible Pursuits‘ – und er ist weit treffender als ‚The Other Woman‘. Denn in diesem Drama geht es nicht um die andere Frau, sondern um fragile menschliche Beziehungen in der heutigen Zeit. Dennoch können einige gute Dialogzeilen und die guten schauspielerischen Leistungen von Natalie Portman und Charlie Tahan nicht darüber hinwegtäuschen, dass ‚The Other Woman‘ ein durchschnittlicher Film ist.“

„Plötzlicher Kindstod und eine Familie nahe dem Zusammenbruch: The Other Woman ist das Porträt einer ungeliebten Person, die wieder Lebensmut fassen muss. Aber doch bitte mit mehr Verve, denn die trantütige Inszenierung lässt uns ihr Schicksal egal werden! Ein Belegfilm für den Hype um Natalie Portman.“